# Fuerzas Armadas de Filipinas
Las Fuerzas Armadas de Filipinas, fundadas el 21 de diciembre de 1935, son una de las fuerzas militares más antiguas del sudeste de Asia. Una vez modelo para el continente asiático, temidas y envidiadas por sus vecinos del sudeste asiático particularmente durante 1950 y 1960, el ejército filipino cuenta con mucha experiencia bélica gracias a las batallas que libró en el pasado contra los españoles, estadounidenses, japoneses, y actualmente contra el Estado Islámico en Asia. El ejército de Filipinas adiestra a los soldados estadounidenses en materia de cuerpo a cuerpo y defensa personal.

## Datos generales
Ramas militaresEjército, Marina (incluye el Cuerpo de Infantería de Marina), Fuerza Aérea, Comando de Guarnición, Cuartel General y Servicios del Cuartel General.
Edad militar18 años (1998)
DisponibilidadVarones de edades 15–49: 22 435 982 (2004 est.)
Competentes para el servicio militarVarones de edades 15–49: 22 435 982 (2004 est.)
Alcanzando la edad militar anualmenteVarones: 851 009 (2004 est.)
Gastos militares—en dólares estadounidenses$995 M (FY98)
Gastos militares—porcentaje del PIB1,5 % (FY98)

## Historia
Las Filipinas en el periodo prehispánico mantuvo milicias locales en el marco del sistema de Barangay. En dependencia del datu, estos grupos, además de mantener el orden en sus comunidades, también se desempeñaron como sus fuerzas de defensa. Con la llegada del Islam, el sistema de las fuerzas de defensa en sultanatos de la región de Mindanao bajo control musulmán refleja esos otros sultanatos existentes en la región. Estos guerreros locales que estaban al servicio del sultán también fueron responsables de los ciudadanos varones cualificados designados por él.
El AFP remonta sus raíces al Katipunan, la fuerza revolucionaria fundada por Andrés Bonifacio en julio de 1892 que hizo la guerra contra España y los Estados Unidos para la independencia filipina y las fuerzas militares fundadas en el periodo revolucionario y en la guerra filipino-estadounidense. El Katipunan, oficialmente conocido como Kataas-taasang, Kagalang-galangang Katipunan ng mga Anak ng Bayan (la Sociedad Suprema y Venerable de los Niños de la Nación) o KKK, fue compuesto principalmente de los campesinos que fueron atraídos por el carisma de Bonifacio en la exigencia de independencia del país contra las fuerzas del colonialismo español que tuvieron durante más de tres siglos de dominación sobre las islas, mientras que muestra el progreso económico y social, testigo del sufrimiento de su gente y una serie de rebeliones luchadas contra un gobierno colonial opresivo. La primera fuerza militar profesional del periodo revolucionario, el Ejército Revolucionario, se fundó el día 23 de marzo de 1897, como consecuencia del decisiones de la Convención de Tejeros, en la provincia de Cavite; esta fecha está marcada en los tiempos actuales como el día de la fundación de la Ejército Filipino.

### Creación de las presentes FF.AA.
De acuerdo con la Ley de Defensa Nacional de 1935, el Ejército de Filipinas se fundó oficialmente el 21 de diciembre de 1935, cuando la ley entró en vigor. Esta fecha está marcada en los tiempos actuales como el día de la fundación de las modernas Fuerzas Armadas de este país. El general retirado del Ejército de los Estados Unidos, Douglas MacArthur, hijo del General Arthur MacArthur, héroe de las fuerzas estadounidenses en la Guerra filipino-estadounidense, se le pidió para supervisar su fundación y formación. MacArthur aceptó la oferta para la formación de esta fuerza y se convirtió en un mariscal de campo de Filipinas, una rango militar de ninguna otra persona ha mantenido desde entonces. Su esposa, Jean MacArthur, encontró que la situación divertida y comentó que su marido se había ido de la celebración de más alto rango en el Ejército de los Estados Unidos para con el rango más alto en un ejército inexistente. El Presidente Manuel L. Quezon, el primer comandante en jefe de esta institución castrense, confirió oficialmente el título de Mariscal de Campo a MacArthur en una ceremonia en el Palacio de Malacañang el 24 de agosto de 1936, cuando apareció con un bastón de mariscal de oro y un uniforme único. El general de división don José De los Reyes fue nombrado el primer jefe de Estado Mayor de las nuevas fuerzas armadas.
El Ejército de las Filipinas incluía los unidades navales y aéreas que informaban directamente al cuartel general del entonces Ejército de la Mancomunidad Filipina, y la Constabularia Filipina, más tarde parte de las fuerzas terrestres propiamente dichas como una división. En 1938, la división policial fue separada del ejército y reorganizada en una fuerza policial nacional militarizada.  MacArthur amplió el ejército de Filipinas con la reactivación de la marina de guerra en 1940 y la formación del Cuerpo Aéreo del Ejército Filipino (anteriormente el Cuerpo Aéreo de la Constabularia Filipina), pero no estaban listos para el combate al comienzo de la guerra del Pacífico en diciembre de 1941 e incapaz de derrotar a la invasión japonesa de 1941-42. 
Hasta 2016, las Fuerzas Armadas de Filipinas se sustentaban especialmente en el préstamo de ayuda militar de los Estados Unidos. En octubre de 2016, el entonces ministro de defensa nacional, Delfin Lorenzana, hizo unas declaraciones en las que defendía que Filipinas ya no necesitaría más de las ayudas de EE. UU. para sustentar y actualizar sus propias FFAA.

#### Tensiones con China
En 2016, en medio de un fuerte crecimiento de las tensiones con la República Popular de China a causa de la disputa del Bajo de Masinloc, reclamada por ambos países, que ya tuvieron un enfrentamiento en 2012 de baja intensidad, el presidente Benigno Aquino Jr. anunció el destino de 25 millardos de pesos filipinos (unos 522 millones de dólares estadounidenses) para reforzar las fuerzas armadas en 2016.
A mediados del 2017, el presidente Duterte envió marines filipinos a la isla Thitu, una de las islas que forman el municipio del archipiélago Kalayaan (Archipiélago Libertad en español), bajo administración filipina, pero que son parte de la disputa territorial conocida como las islas Spratly entre varios países, entre ellos la China. Se ordenó además, izar la bandera nacional en una docena de islas y erigir instalaciones militares amparándose en el fallo de la corte internacional de La Haya de 2013. Esto creó un enérgico rechazo de las autoridades chinas.